# Ennada turbida
Ennada turbida là một loài bướm đêm trong họ Geometridae.